# Liste der Mitglieder der American Academy of Arts and Sciences/1877
Im Jahr 1877 wählte die American Academy of Arts and Sciences 17 Personen zu ihren Mitgliedern.

## Neugewählte Mitglieder
- Alexander Graham Bell (1847–1922)
- Charles Smith Bradley (1819–1888)
- Charles Robert Cross (1848–1921)
- Jeremiah Lewis Diman (1831–1881)
- Amos Emerson Dolbear (1837–1910)
- Oswald Heer (1809–1883)
- August Wilhelm Hofmann (1818–1892)
- Oliver Wendell Holmes, Jr. (1841–1935)
- Rudolph Leuckart (1822–1898)
- John Lowell (1824–1897)
- Francis Minot (1821–1899)
- Arthur Searle (1837–1920)
- George Cheyne Shattuck (1813–1893)
- Johann Japetus Smith Steenstrup (1813–1897)
- James Bradley Thayer (1831–1902)
- Etienne Leopold Trouvelot (1827–1895)
- James Paget (1814–1899)